# Ana Paredes Prieto
Ana Paredes Prieto (Oviedo, 22 de febrero de 1963) es una diplomática española. Embajadora de España en Cabo Verde (desde 2022).

## Carrera diplomática
Tras licenciarse en Derecho en la Universidad de Oviedo y realizar el postgrado en el Colegio de Europa en Brujas, en la rama de Derecho Comunitario, ingresó en la carrera Diplomática (1991).
Ha sido jefa de Servicio de Pesca en la Subdirección General de Coordinación Comunitaria para Asuntos Agrícolas y de Pesca y consejera técnica en la Agencia Española de Cooperación Internacional.
Ha estado destinada en las embajadas en Corea del Sur, Rusia y R.P. China y en las Representaciones Permanentes de España ante la Oficina de Naciones Unidas en Ginebra y en Nueva York. Desde 2017 era delegada permanente adjunta ante la OCDE en París.
El 5 de julio de 2022 fue nombrada embajadora de España en Cabo Verde.